# عبريا
عبريا أو عپريا (ويُكتب أحيانًا عبيريل) كان وزيرًا في مصر القديمة، خدم خلال عهد الملوك من الأسرة الثامنة عشرة أمنحتب الثالث وأخناتون. بالإضافة إلى كونه وزيرًا، كان أبيريل أيضًا قائدًا للعربات.

## النطق والأصل اللغوي
كان يُنطق "بشكل تقريبي مثل 'عبدئيل' (عبد إيل) بمعنى "خادم الإله إيل" وفقًا لألان زيفي. رغم أن الاسم له معنى في اللغة المصرية القديمة ولا حاجة لافتراض أصل سامي له، فهو من الجذر "عپر" بمعنى الجاهز أو المتزوّد أو المجهّز.

## العائلة
خلال عهد أمنحتب الثالث، تزوج أبيريل من زوجته تاورت. وأنجبا ثلاثة أبناء على الأقل: سيني، حاتياي وحوي. كان سيني خادمًا وحاتياي كاهنًا للإله نفرتوم.
كان حوي على ما يبدو الابن الأكبر ووريث عبريا. كان يحمل معظم الألقاب مقارنة بإخوته، بما في ذلك قائد العربات الذي حمله والده أيضًا.

## المقبرة والدفن
في سقارة، اكتشف الفرنسيون تحت إشراف ألان زيفي مقبرة عبريا في عام 1987. المقبرة مخصصة باسم I.1 وتقع في منحدرات البوباستيوم (معبد مخصص للإلهة باستت من العصر البطلمي).
وفقًا لستروهال، كان عمر عبريا بين 50-60 عامًا عند وفاته، وزوجته تاورت بين 40-50 عامًا، وابنهما حوي بين 25-35 عامًا عند وفاته.